# Rezerwat Kurylski
Rezerwat Kurylski (ros. Государственный природный заповедник «Курильский») – ścisły rezerwat przyrody (zapowiednik) w Rosji położony w rejonie jużno-kurilskim w obwodzie sachalińskim. Jego obszar wynosi  653,65 km², a strefa ochronna wokół rezerwatu 734,75 km² (w tym wody morskie 320 km²). Rezerwat został utworzony dekretem rządu Rosyjskiej Federacyjnej Socjalistycznej Republiki Radzieckiej z dnia 10 lutego 1984 roku. W 2016 roku został zakwalifikowany przez BirdLife International jako ostoja ptaków IBA. Siedziba dyrekcji mieści się w miejscowości Jużno-Kurilsk i podlega jej też Rezerwat przyrody „Małe Kuryle” (wyspa Szykotan i inne w Małym Łańcuchu Kurylskim). 

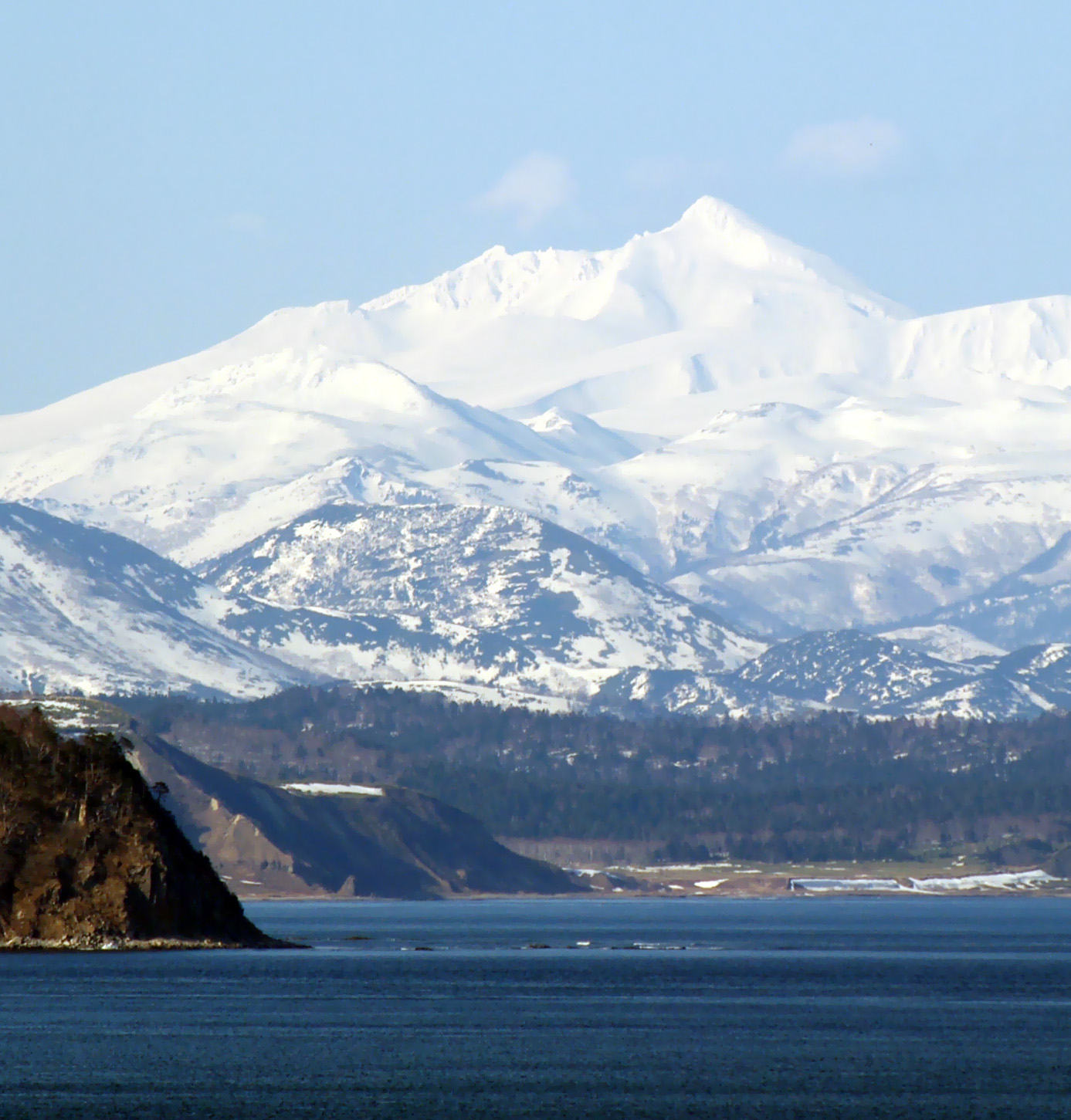
Wulkan Ruruj

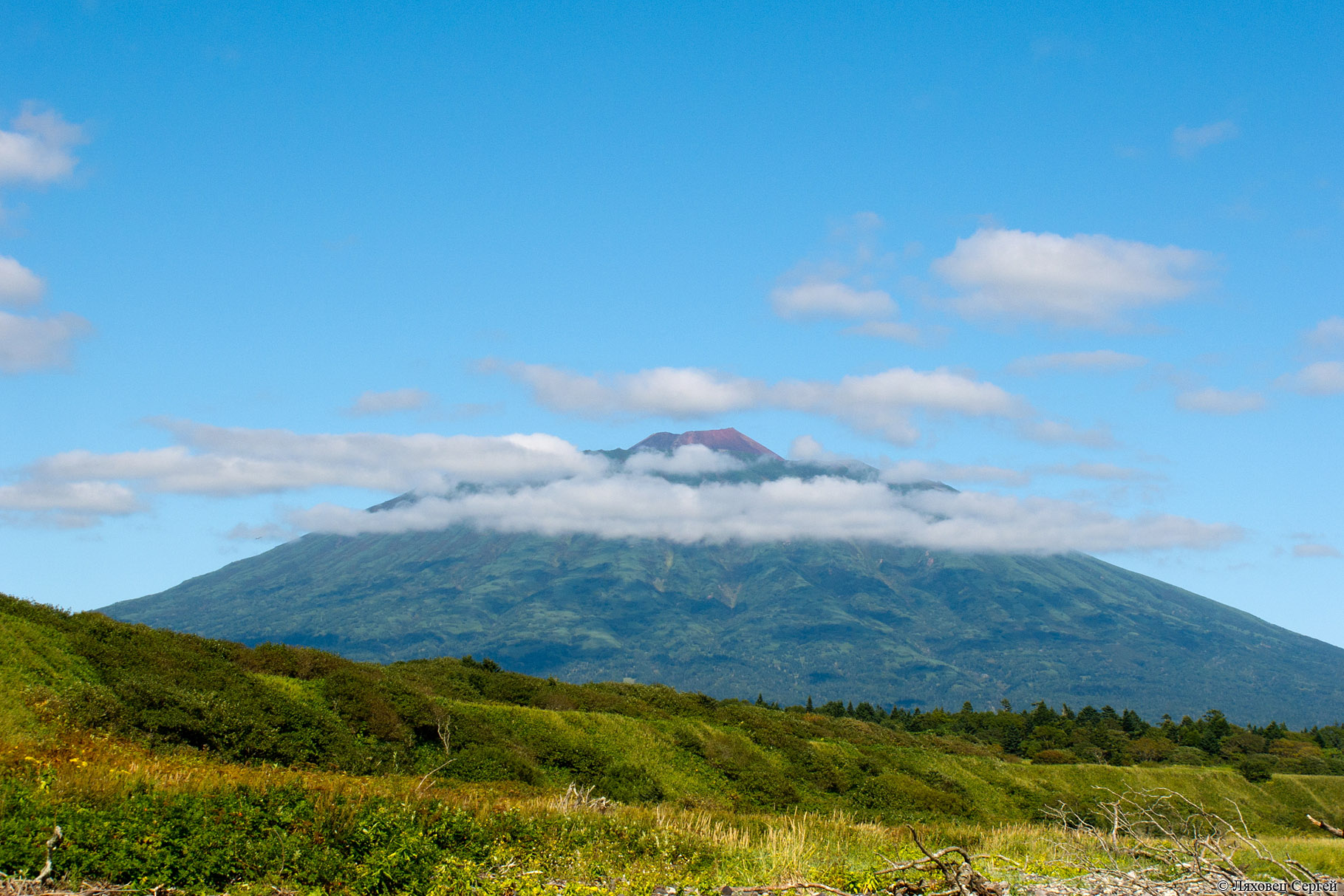
Wulkan Tiatia

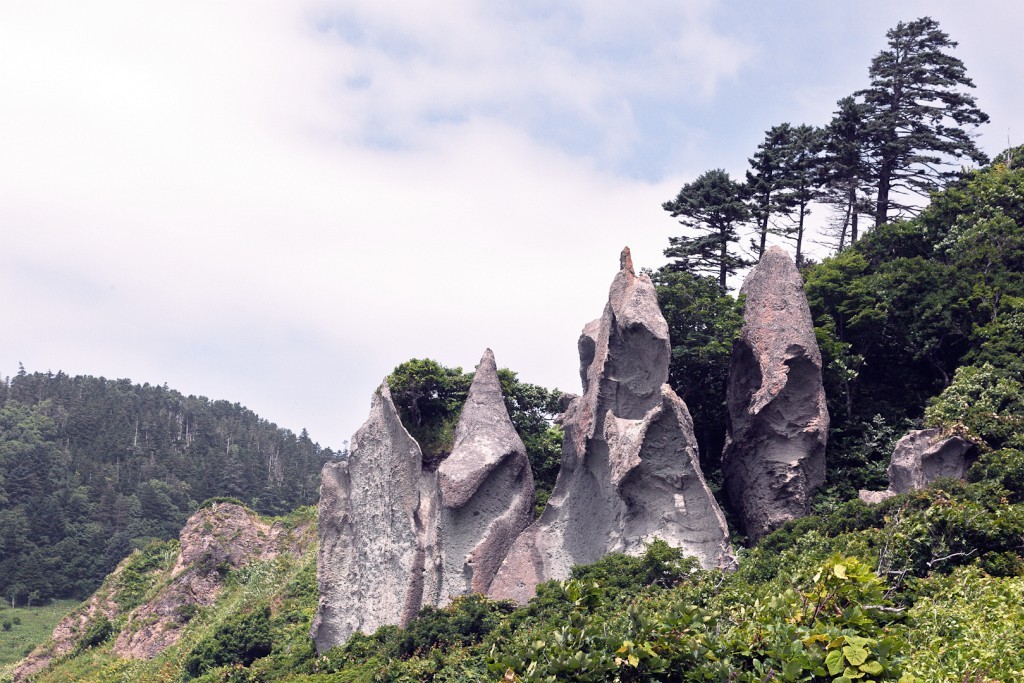
Zastygłe słupy z lawy

## Opis
Rezerwat znajduje się w południowej części Wysp Kurylskich, na wyspach będących przedmiotem sporu pomiędzy Japonią a Rosją. Składa się z trzech części:
- północnego fragmentu wyspy Kunaszyr w Dużym Łańcuchu Kurylskim z czynnymi wulkanami  Ruruj (1486 m) i Tiatia (1819 m),
- południowego fragmentu wyspy Kunaszyr z kalderą czynnego wulkanu Gołownina (547 m) w centralnej części. Na jego dnie znajdują się dwa jeziora – Oziero Goriaczeje (Gorące) i Oziero Kipiaszczeje (Wrzące),
- dwóch grup małych wysp w Małym Łańcuchu Kurylskim – Demina (13 wysepek i skał) i Oskołki (12 wysepek i skał)[6][7][8].

## Flora
Flora to 835 gatunków roślin naczyniowych. Lasy zajmują ponad 70% terenu rezerwatu na wyspie Kunaszyr. Pozostałe wyspy są bezdrzewne, pokrywają je łąki. W rezerwacie rosną  m.in. wąkroty z gatunku Hydrocotyle ramiflora, drzewa  z gatunku Bothrocaryum controversum, krzewy z gatunku Daphniphyllum humile, różaneczniki z gatunku Rhododendron tschonoskii, przywarki z gatunku Schizophragma hortensjeoides, magnolie szerokolistne, rośliny z gatunku Amitostigma kinoshitae, drzewa z gatunku Tilia maximowicziana, brzozy Maksimowicza, klony japońskie, jodły z gatunku Abies sachalinensis, świerki sachalińskie (Picea glehnii).

## Fauna
W rezerwacie żyje 260 gatunków ptaków. Są to m.in. żuraw mandżurski, biegus łyżkodzioby, mewa modrodzioba, nur białodzioby, albatros ciemnolicy, burzyk kreskowany, burzyk szarogrzbiety, bajkałówka, czuprynka, rycyk, morzyk japoński, puchacz japoński, jemiołuszka japońska, trznadel mandżurski.
Ssaki lądowe to m.in. niedźwiedź brunatny, lis rudy, soból tajgowy, łasica pospolita, norka europejska, myszarka japońska, nornica z gatunku Clethrionomys sikotanensis.
W wodach morskich żyją m.in. uchatki grzywiaste, kałany morskie, koticzaki niedźwiedziowate, foki plamiste, foki pospolite, kajguliki pręgowane, orki oceaniczne, kaszaloty, dziobogłowce północne.